# Pro Medico Stiftung
Die Pro Medico Stiftung mit Sitz in Zürich ist eine teilautonome Schweizer Pensionskasse für selbständig erwerbende Ärzte und deren Personal im Kanton Zürich. Sie versichert als Vorsorgeeinrichtung ihre Mitglieder und deren Arbeitnehmer der Ärzte-Gesellschaft des Kantons Zürich, der Tierärzte-Gesellschaft des Kantons Zürich sowie von weiteren Organisationen aus dem medizinischen Berufsstand im Rahmen der 2. Säule.
Die Stiftung wurde 1974 gegründet. Unter der Trägerschaft der Ärzte- und Tierärztegesellschaft des Kantons Zürich wurde die Vorsorgestiftung auf- und ausgebaut. Per Ende 2007 waren der Stiftung 4'539 aktiv Versicherte sowie 150 Rentenbezüger angeschlossen. Die Vermögensanlagen belief sich auf knapp 1,7 Milliarden Schweizer Franken.

## Rechtsgrundlagen
Die gesetzlichen Grundlagen bilden das Bundesgesetz über die berufliche Alters-, Hinterlassenen- und Invalidenvorsorge, das Bundesgesetz über die Freizügigkeit in der beruflichen Alters-, Hinterlassenen- und Invalidenvorsorge sowie die dazugehörigen Verordnungen. Zu den Rechtsgrundlagen zählen zudem die stiftungseigenen Reglemente.

## Organisation
Oberstes Führungsorgan der Stiftung ist der Stiftungsrat. Dieser setzt sich paritätisch aus je sieben Arbeitgeber- und Arbeitnehmervertreter sowie dem Stiftungsrats-Präsidenten zusammen. Als Geschäfts- und Durchführungsstelle für das Tagesgeschäft dient ein auf Vorsorge- und Versicherungsberatung spezialisiertes externes Unternehmen. 